# Smalle zilverbandboegsprietmot
De smalle zilverbandboegsprietmot (Eulamprotes superbella) is een vlinder uit de familie tastermotten (Gelechiidae). De wetenschappelijke naam is voor het eerst geldig gepubliceerd in 1839 door Zeller.
De soort komt voor in Europa.